# Анхел Кабрера
Анхел Кабрера (на испански: Ángel Cabrera) е испански зоолог, работил дълго време в Аржентина.

## Биография
Той е роден през 1879 г. в Мадрид и завършва Мадридския университет. От 1902 г. работи за Националния музей за природни науки, като участва в няколко експедиции в Мароко. През 1925 г. заминава за Аржентина, където остава до края на живота си. Там той ръководи отдела за палеонтология на гръбначните в музея „Ла Плата“ и участва в експедиции в Патагония и Катамарка. Умира през 1960 г.